# Grupo Climax
Grupo Climax es una agrupación musical de latin-cumbia originaria de Puerto de Veracruz, Veracruz, México. Fue creada por el DJ y animador Óscar Fuentes, alias "Oskar Lobbo", en el año 2001. Su primer sencillo exitoso fue la canción "Za Za Za (Mesa que más aplauda)", creada de manera independiente. Más tarde sería grabado por las disqueras Balboa Records en Estados Unidos y Discos Musart en México, alcanzando la posición número uno en el Billboard Top Latin Albums durante cuarenta y ocho semanas consecutivas.

## Historia
La agrupación musical surgió en ciudad de Veracruz, México. Su fundador, Óscar Fuentes, era un DJ y animador en la ciudad, que trabajaba en un table dance  llamado "El Pantanal". Al cerrar este negocio, Óscar cambia de trabajo a otro del mismo giro llamado "Titanic", el cual sería adquirido por él, tiempo más tarde. En el cambio de Clímax y ya como propietario, Óscar contrata como Dj a "Mr. Grillo", y como animador a "Dj Lápiz", quienes serían fundamentales en la creación de esta agrupación. Cuando el table dance cumple su primer aniversario, deciden grabar unos discos que contaban con apenas tres canciones para obsequiar a sus clientes. Mr. Grillo expone la música y Óscar el pregón, dando vida a lo que sería su gran éxito internacional: "El Za, Za, Za" o "La Mesa que más aplauda".
Días antes en un evento realizado en el Climax, los regalos (cervezas), para los clientes que mejor aplaudieran en sus mesas, se habían agotado. Pero como el ánimo en el lugar era latente y al no haber más regalos que otorgarle a los clientes, a Óscar se le ocurre decir: "A la mesa que mas aplauda le mando a una niña", (refiriéndose a las chicas que bailaban en ese lugar).
Volviendo al 1er Aniversario de Climax, ese día varios Dj's de la región, fueron invitados y asistieron a este gran evento. Ese día presentaron precisamente su primer sencillo conocido como : "La mesa que más aplauda" o "Za-Za-Za", siendo del total agrado de los Djs, quienes acapararían todos los discos de obsequio.
Los Djs presentes en Climax, fueron los encargados de difundir este tema en otros locales de Veracruz, obteniendo gran popularidad en toda la ciudad en menos de 30 días. Días más tarde, "La mesa que más aplauda" ya sonaba en todo el estado de Veracruz, tanto en lugares de diversión, como en la piratería de todo el estado de Veracruz, Puebla, y Ciudad de México.
En ese momento Óscar Fuentes, no asimilaba lo que estaba pasando, sin embargo decide darle fuerza a un gran proyecto denominado "Oskar Lobbo" y su Grupo Climax.
Óscar Fuentes incluyó la frase "yacuzá" sin significado alguno (ni relación con la mafia japonesa), utilizándola comúnmente durante sus shows. Grupo Climax estaría integrado inicialmente por: Óscar Fuentes, DJ Lápiz, Mr. Grillo como MC y bailarinas, quienes conformaron este proyecto musical, haciendo honor al lugar de donde surge por accidente este gran éxito.
En 2004, el tema ya era muy sonado en Discotecas, Bares y Radiodifusoras  de todo México, y muchos atribuyen su éxito fuera de México gracias al programa La guerra de los sexos, donde la vedette La Niña Gaby bailaba la canción de manera sensual en uno de los juegos del programa. Llegando la canción a los países donde se emitía dicho show y a traspasando así las fronteras mexicanas expandiéndose  a Centroamérica, Sudamérica, Estados Unidos, Europa y Asia. En México, posteriormente "La Mesa que Más Aplauda" también sería utilizado para amenizar varios programas de televisión de la cadena Televisa, Big Brother VIP.
El grupo participó también en otros programas de televisión como Don Francisco Presenta, Sábado Gigante y El Show de Cristina, así como en el concurso de Otro Rollo (denominado Señorita Table 2004), donde la ganadora fue la participante de Clímax, la bailarina "Dubraska Serna".
En el 2004 Clímax interpuso una demanda contra Eugenio Derbez al interpretar éste una versión de "Mesa que más Aplauda" en la película de Shrek 2, que finalmente no procedió. No obstante, el comediante tuvo que grabar una versión de la canción para un disco del grupo, por la cual no obtuvo regalías.
En el año 2008 Óscar Fuentes sufrió un percance el cual marcaría su vida, al ser plagiado en Veracruz, sin embargo, tuvo la oportunidad de escapar de sus plagiarios saliendo de manera ilesa.
Después de esta mala experiencia, Óscar Fuentes hace una pausa en su carrera, para más tarde continuar con su aventura musical que tantas satisfacciones le ha dejado. Primer Nivel Music lleva a Oskar Lobbo y su Grupo Climax de gira  por todo Estados Unidos, Guatemala, Costa Rica, Panamá, Colombia, Chile, Canadá, Japón y todo México, con llenos totales en cada una de sus presentaciones.  Óscar Fuentes continúa su marcha hacia la conquista de nuevos escenarios musicales, con un show que ha sido del agrado de sus seguidores.
En el 2010 grabaron el tema: "Reconquistando", mismo que tuvo mucho éxito en todo centro y Sudamérica, así como en varios estado de la unión americana y de Mexico.   Para el año 2012, Óscar Fuentes regresa con una nueva producción titulada "Ladys Nigth", de donde se derivan temas rítmicos y pegajosos para antros entre los que se encontraron: "Instinto Natural", "La Kumbia de Daiana", "La Kumbia de la madrugada", "Mazhuka y Aprieta", "Divina Princesa", entre otros temas fiesteros. 
En el año 2014, Óscar Fuentes y Climax realizan una gira por Asia, visitando Tokio Japón, además de Tailandia, Corea del Sur, Shanghái China, Singapur, etc. 
En el año 2015 Óscar Fuentes presentó la producción musical denominada "Tributo a la Cumbiamba", donde se incluyeron los temas: "La Negra Caderona", "El Soplete","Marido y Mozo", entre otros.
En ese mismo año 2017, Óscar Fuentes lanza una producción independiente titulada "Kumbia del Barrio", una mezcla de cumbia sudamericana con Reggaeton. El tema lo hizo con la colaboración de Jhonny01 ft Doval. El video de este tema se grabó en el barrio popular de "La Huaca", en el Puerto de Veracruz; barrio muy famoso por la visita de grandes artistas a ese lugar.
A principios del 2019, Óscar Fuentes decide regresar a la escena musical y lanza una nueva producción independiente en el género "Cumbia Mexicana", de donde se desprende el tema "Me canso Ganso", un tema que compuso y que presentó en el Carnaval de Veracruz 2019 al lado de Kike Lira. Este tema lo hizo en Veracruz con un toque más de cumbia de pueblo, buscando captar un nuevo mercado.
A mediados de 2019, Óscar Fuentes festejo 15 años de trayectoria musical, y para ello lanza un disco llamado "Climax XV Aniversario", del cual se derivan los sencillos: "La Cama que más rechina", "Melón", "Pa que me invitan", "El regalo depilado", entre otros temas.
En este disco puede apreciarse una mezcla de estilos musicales regionales como lo son la Cumbia, Norteño, Banda, Merengue, Charanga, Latino, entre otros géneros. A finales de 2019, Óscar Fuentes de la mano de José Solís quien ha sido su manager durante toda su carrera, realizo una gira por varios países, entre los que se encuentran Colombia, Perú, Uruguay, Chile, Bolivia, Ecuador, Argentina, Canadá, Estados unidos y México.
En el mes de diciembre del año 2024 lanza con gran éxito el remix del Za Za Za junto a Dani Flow el reguetonero mas exitoso de los últimos tiempos, el tema se ha logrado colocar en el gusto de las nuevas generaciones llamando la atención nuevamente de niños, adolescentes y adultos. Con mas de once millones de reproducciones en YouTube y mas de diez millones de streams en diferentes plataformas digitales como Spotify, Amazon, Pandora entre otras. 

## Discografía
- 2004: Za Za Za[5]
- 2004: Za Za Za: Los Remixes[6]
- 2004: Za Za Za Olímpico[7] (EP)
- 2005: El Tiburón[8]
- 2010: Reconquistando[9]
- 2017: Kumbia del Barrio
- 2019: Me canso Ganso
- 2019: La cama que más rechina